# Sonia Ben Ammar
Sonia Ben Ammar (Paris, 19 de fevereiro de 1999), também conhecida como Sonia Ammar, é uma modelo, cantora e atriz tunisiana-francesa. É filha do produtor Tarak Ben Ammar.

## Carreira
Em 2012, Ben Ammar fez sua estreia como atriz em um papel do musical 1789: Les Amants de la Bastille. Em 2013, ela apareceu no filme Jappeloup.
Em 2016, ela assinou contrato com a IMG Models e desde então participou de desfiles para Dolce & Gabbana, Miu Miu, Carolina Herrera, Topshop, Nina Ricci e Chanel. Ela também apareceu em revistas como a Vanity Fair, Harper's Bazaar Arabia, Love, e L'Officiel.
Ben Ammar fez sua estreia musical como artista de destaque na canção "Creation Come Alive" de Petit Biscuit's em 2017. Dois anos depois, Ben Ammar lançou seu single de estreia "Joyride", que serviu como a faixa principal de seu auto-intitulado E.P de estreia, "Sonia", que foi lançado em novembro de 2019 e recebeu críticas positivas de críticos especializados. A revista Paper escreveu que ela estava "se encaixando perfeitamente no cenário dark-pop" e passou a compará-la com nomes como Halsey e Banks.
Em setembro de 2020, foi anunciado que Ben Ammar iria estrelar como Liv McKenzie no quinto longa-metragem Scream (2022), que foi dirigido por Matt Bettinelli-Olpin e Tyler Gillett. Para se preparar para o papel, ela disse à Vogue Arabia: "assisti diversas vezes à todas as entrevistas e realmente entendi meu personagem. É engraçado, na verdade, eu li o roteiro tantas vezes e sabia as cenas de todo mundo de cor. Esta foi uma piada contínua no set". O filme foi lançado em 14 de janeiro de 2022 com sucesso comercial e de crítica.

## Discografia
- 2018 - Ocean (single)
- 2019 - Joyride (single do EP albúm: Sônia)
- 2019 - Dark History (faixa promocional do EP albúm: Sônia)
- 2019 - Games (single do EP albúm: Sônia)
- 2019 - EP: Sônia (EP albúm auto-intitulado)
- 2019 - I Don't Know (single do EP albúm: Sônia)
- 2020 - By My Side (single de Black Atlass para seu EP albúm: By My Side)